# 佐々十郎
佐々 十郎（ささ じゅうろう、1930年1月16日 - 1986年1月11日）は、日本の喜劇俳優、コメディアンである。本名は佐藤 太吉（さとう たきち）、愛称はササヤン。
実の弟は佐々五郎。

## 来歴・人物
東京浅草の生まれ、千住高等学校卒業。新宿のムーランルージュ、清水金一や森川信の一座などで修行。戦後間もないころは秋田實率いる宝塚新芸座に所属した。
その後東宝に移籍し、花登筺作品のテレビ・舞台に多く出演した。テレビ番組やりくりアパート（ABC）では大村崑とのコンビで絶大な人気を博したが、花登が1959年に「劇団・笑いの王国」を旗揚げして東宝から独立した際には茶川一郎らと共に東宝に残留し、花登と袂を分かつ。その後吉本ヴァラエティ時代の吉本新喜劇にも出演した。大川橋蔵のテレビでの代表作である、フジテレビ系『銭形平次』での初代・八五郎役としても知られる(1話 - 52話)。
そんな中1970年11月、女優、川村真樹と、心中未遂と見誤る睡眠薬過剰服用事故を起こし、これ以降、人気は失速。かつての勢いは無くなり、テレビ、舞台などで脇役として活動を続けた。

## 出演作品

### 映画
- 水戸黄門海を渡る（1961年）

### テレビ
- ダイハツコメディ・やりくりアパート（1958年 - 1960年・ABC）
- 銭形平次（1966年 - 1967年・フジテレビ、東映京都テレビプロ） - 八五郎 役
- てなもんや三度笠 第259話（1967年・ABC）「八王子の女侠」 - 佐々三太夫 役
- 江戸を斬るVI 第21話「十手で物言う悪い奴」（1981年・TBS、C.A.L.）

### ラジオ
- 歌謡曲でいこう（朝日放送ラジオ）